# Grijera
Grijera ist ein spanischer Ort in der Provinz Palencia der Autonomen Gemeinschaft Kastilien und León. Der Ort gehört zu Aguilar de Campoo. Grijera befindet sich drei Kilometer nördlich vom Hauptort der Gemeinde, der Ort hat seit Jahren keine Einwohner mehr.

## Sehenswürdigkeiten
- Barocke Ermita Virgen del Rosario, in ruinösem Zustand

## Weblinks

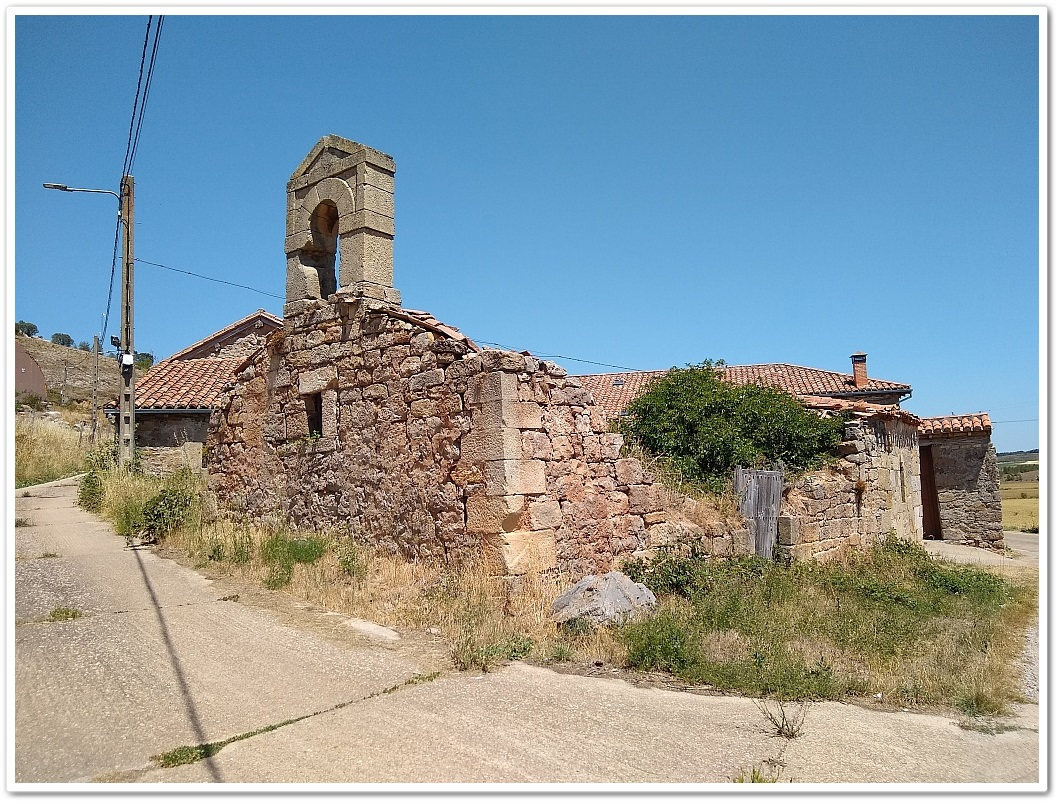
Ruine der Ermita Virgen del Rosario